# Руда (притока Витхли)
Руда — річка в Україні, у Хмільницькому районі Вінницької області, права притока Витхли (басейн Південного Бугу).

## Опис
Довжина річки приблизно 15 км. Формується з багатьох безіменних струмків та водойм.

## Розташування
Бере початок на південному заході від Тернівки. Тече переважно на південний захід через Клітенку і у Великому Острожку впадає у річку Витхлу, ліву притоку Сниводи.
Населені пункти вздовж берегової смуги: Кропивна, Ступник.